# 艾蓮·赫格
艾蓮·赫格（英語：Eileen Heckart，1919年3月29日—2001年12月31日）是美國演員，曾贏得奧斯卡最佳女配角獎。